# Coffin Corner

Abb. 1: Coffin Corner: rot markierte obere Ecke

Abb. 2: Wegen bei geringerem Gewicht niedrigerer Stall Speed liegt der Coffin Corner (hier blau) höher als bei hohem Gewicht (hier rot).

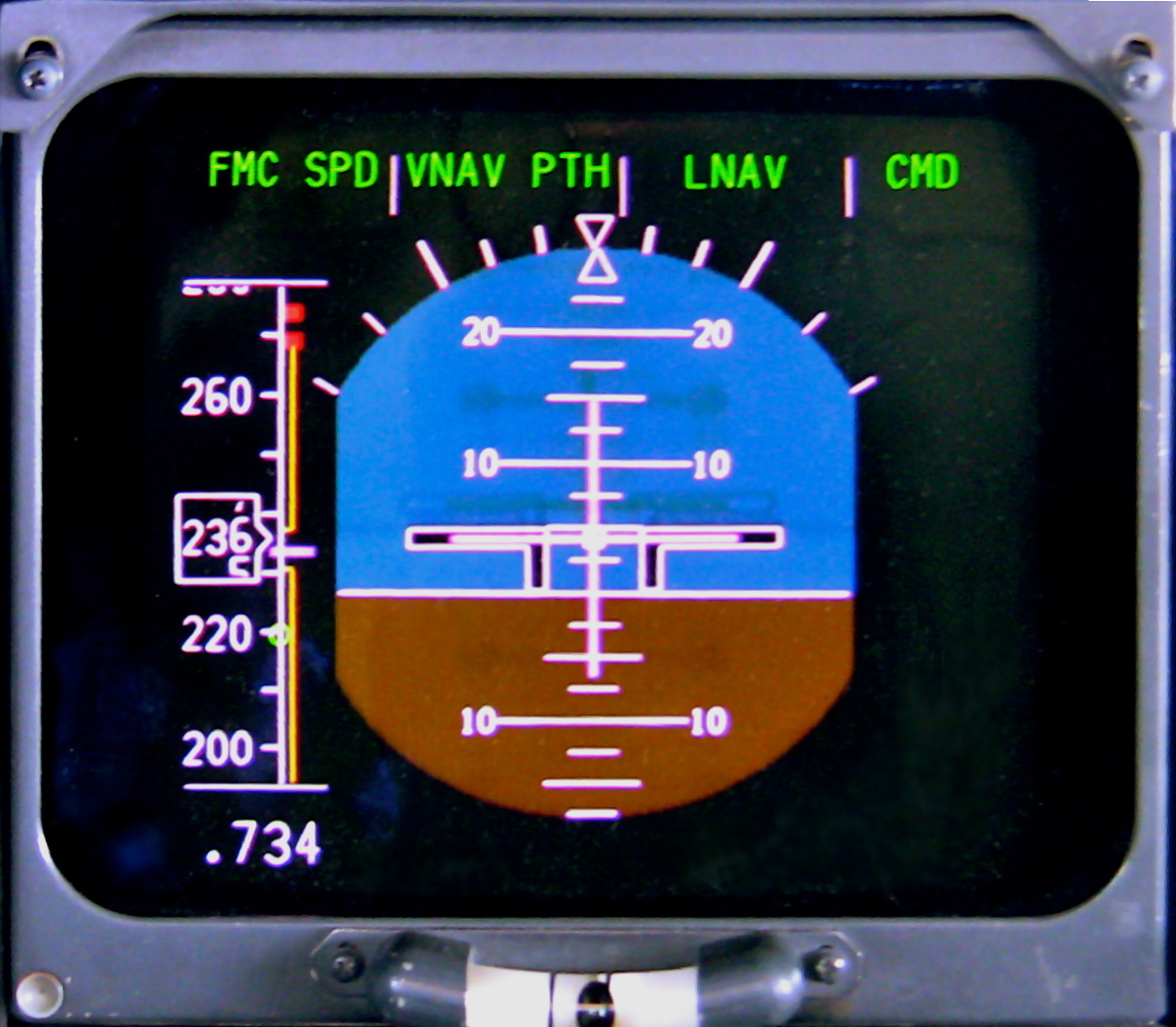
Abb. 3: Coffin Corner in der Cockpit-Anzeige: Die gelben Markierungen im Geschwindigkeitsmesser markieren den Bereich, in dem ein High- bzw. Lowspeed Buffet droht.

In der Luftfahrt wird als Coffin Corner (oder auch Q-Corner) der in großen Flughöhen immer kleiner werdende Geschwindigkeitsbereich bezeichnet, in dem Flugzeuge überhaupt stabil fliegen können. Wörtlich übersetzt heißt Coffin Corner Sargecke und spielt auf den immer geringer werdenden Spielraum und die Gefährlichkeit des Fliegens in der Nähe dieser Flugparameter an.
Mit steigender Flughöhe erhöht sich signifikant die Mindestfluggeschwindigkeit durch den durch die dünne Luft geringer werdenden Auftrieb, und es verringert sich gleichzeitig die Höchstgeschwindigkeit durch geringere Temperaturen in großen Flughöhen und damit geringere Schallgeschwindigkeit. Der mögliche Bereich erlaubter Geschwindigkeit engt sich mit steigender Flughöhe immer mehr ein. In noch größerer Höhe ist dann ein Fliegen prinzipiell unmöglich, das Flugzeug kann selbst bei Erreichen der Machgrenze nicht mehr genügend Auftrieb erzeugen.
Der Begriff „Corner“ (deutsch: Ecke) bezieht sich auf die obere Ecke der Hüllkurve der Flugenveloppe. Hier kreuzen sich die linke Kurve für die stall speed und die rechte Kurve für die maximale Mach-Zahl.

## Strömungsabriss – Mindestfluggeschwindigkeit
Der dynamische Auftrieb eines Flugzeugs ist von der Luftdichte, der Fluggeschwindigkeit und dem Anstellwinkel abhängig. Wird die Geschwindigkeit reduziert, muss das Flugzeug den Anstellwinkel vergrößern, um denselben Auftrieb zu erzeugen und die Höhe halten zu können. Ein zu großer Anstellwinkel führt jedoch zu einem Strömungsabriss (stall). Das Flugzeug muss also eine bestimmte Mindestfluggeschwindigkeit Vs einhalten, damit die Strömung nicht abreißt. Diese Mindestgeschwindigkeit nennt man Abreißgeschwindigkeit (geleg. Abrissgeschwindigkeit) oder Überziehgeschwindigkeit (engl. stall limit oder stall speed). Gelegentlich wird als untere Grenze des Coffin Corners auch die Minimum Clean Speed genannt, welche höher liegt als Vs, mit der jedoch noch die von der ICAO standardisierte Kurvenneigung von 25° eingehalten werden kann – im Gegensatz zu Vs, mit der nicht mehr als ein Geradeausflug möglich ist.
Die Luftdichte, und damit die Flughöhe, wirkt sich auch auf die Mindestfluggeschwindigkeit aus. Je dünner die Luft wird, desto höher muss die Mindestgeschwindigkeit (True airspeed – TAS) angesetzt werden, um einen Strömungsabriss zu vermeiden.
Ein schwer beladenes Flugzeug braucht mehr Auftrieb als ein leeres Flugzeug (gleicher Bauform). Es muss also bei einem bestimmten Anstellwinkel schneller fliegen als ein leichteres Flugzeug, um den notwendigen höheren Auftrieb zu erhalten. Daher ist die Mindestfluggeschwindigkeit bei einem schwerer beladenen Flugzeug höher als bei einem leichteren (Abb. 2).

## Overspeed – Mach limit
Wegen der mit der Höhe abnehmenden Lufttemperatur sinkt auch die Schallgeschwindigkeit. Bereits bei Mach-Zahlen ab etwa 0,8 strömt in einem Bereich oberhalb der Tragfläche die Luft schneller als der Schall (Kritische Machzahl). Der Verdichtungsstoß beim Austritt der Strömung aus diesem Bereich ist bei einem für den Unterschallbereich entwickelten Flügelprofil stärker ausgeprägt und liegt weiter vorne. Dahinter löst sich die Strömung ab, Steuerklappen verlieren an Einfluss. Bei steigender Geschwindigkeit wandern der Verdichtungsstoß und mit ihm der Auftriebsschwerpunkt nach hinten. Das Flugzeug senkt die Nase und beschleunigt weiter. Dieses als Mach tuck bezeichnete Phänomen war Ursache mehrerer Abstürze. Im Rahmen der Zulassung zertifizieren die Luftfahrtbehörden eine maximum operational Mach number (MMO). Bei modernen Verkehrsflugzeugen liegt diese jenseits der kritischen Machzahl, aber unterhalb von 1,0.
Bei den meisten kleineren Flugzeugen ist ein Überschreiten der Höchstgeschwindigkeit im Horizontalflug aufgrund der Leistungsgrenzen des Triebwerks nicht möglich. Im Zweiten Weltkrieg stießen aber mehrere Flugzeugtypen an diese Grenze, weshalb sie mit weiteren Sturzflügen erforscht wurde. Mehrere Testpiloten kamen ums Leben, als ihre Flugzeuge auseinanderbrachen. Die höchste in Großbritannien erreichte Machzahl war 0,9 auf Höhen um 40.000 Fuß im Jahr 1943.

## Gefahren
Gefährlich ist Coffin Corner für Hochleistungsflugzeuge, die bestimmungsgemäß in großen Flughöhen (z. B. das Unterschall-Aufklärungsflugzeug Lockheed U-2) fliegen. Hier liegt häufig zwischen „zu schnell“ und „zu langsam“ nur noch ein schmaler Bereich von 5 Knoten (knapp 10 km/h). Jegliche Erhöhung des Anstellwinkels, durch Kurvenflug oder Luftturbulenzen (Clear Air Turbulence), führt zum Strömungsabriss. Der Pilot muss, wenn das Flugzeug zu schütteln anfängt (Buffet), sofort und sicher wissen, ob er nun zu schnell oder zu langsam ist, da eine fehlerhafte Korrektur fatal wäre.

## Dienstgipfelhöhe
Die Dienstgipfelhöhe liegt immer unterhalb des Coffin Corner, da sie dadurch definiert ist, dass noch eine Steigrate von 100 Fuß pro Minute (0,5 m/s) beim Propeller-Flugzeug und 500 Fuß pro Minute (2,5 m/s) beim Strahlflugzeug möglich sein muss. Dies wäre jedoch in der Nähe der Coffin Corner nicht mehr der Fall.